# Hnutí za aktivní mateřství
Hnutí za aktivní mateřství, z. s. (HAM) je česká nevládní nezisková organizace prosazující normální porod a bezpečnou porodní péči pro matku a dítě v souladu s nejnovějšími vědeckými poznatky, která byla založena 14. května 1999.
Spoluzakladatelkou a předsedkyní Výkonného výboru Hnutí za aktivní mateřství je Petra Sovová.
Mezi hlavní činnosti činností Hnutí za aktivní mateřství patří cyklus interaktivních přednášek Zdravé dospívání o těhotenství, porodu, menstruaci, antikoncepci a sexuální výchově a každoroční květnový Festival o těhotenství, porodu a rodičovství k Světovému týdnu respektu k porodu.
Hnutí za aktivní mateřství, z.s. je členskou organizací České ženské lobby, sítě organizací hájící práva žen.